# Sebastian Schindzielorz
 Sebastian Schindzielorz  (Krapkowice, Szilézia, 1979. január 21. –) lengyel születésű német labdarúgó, középpályás.

## Pályafutása
1997–2003 között a VfL Bochum labdarúgója volt, de 1997–99-ben többnyire csak a második csapatban szerepelt. 2003–2006 között az 1. FC Köln játékosa volt, ahol 2004–ben a második csapatban szerepelt. 2006-ban a norvég Start, 2007–08-ban a görög Levadiakósz labdarúgója volt. 2008–2013 között a VfL Wolfsburg játékosa volt, ahol tagja volt a 2008–09-es idényben a bajnokcsapatnak. A wolfsburgi klubnál is sokszor a második csapatban szerepelt.

## Sikerei, díjai
VfL Wolfsburg
- Német bajnokság (Bundesliga)
  - bajnok: 2008–09